# Oravský Biely Potok
Oravský Biely Potok és un poble i municipi d'Eslovàquia que es troba a la regió de Žilina, al centre-nord del país. El 2011 tenia 691 habitants. La primera menció escrita de la vila es remunta al 1546.

## Demografia
| Godina             | 1994 | 2004   | 2014    | 2024   |
| ------------------ | ---- | ------ | ------- | ------ |
| Nombre de persones | 563  | 618    | 715     | 760    |
| Diferència         |      | +9,76% | +15,69% | +6,29% |

| Godina             | 2023 | 2024   |
| ------------------ | ---- | ------ |
| Nombre de persones | 748  | 760    |
| Diferència         |      | +1,60% |